# Pleurocybella porrigens
Espèce
Synonymes
- Agaricus porrigens Pers.[1],[2]
- Agaricus porrigens var. dimidiatus Alb. & Schwein., 1805[2]
- Agaricus porrigens var. infundibuliformis Alb. & Schwein., 1805[2]
- Agaricus porrigens var. porrigens Pers., 1796[2]
- Calathinus porrigens (Pers.) Quél., 1886[2]
- Dendrosarcus porrigens (Pers.) Kuntze[2]
- Nothopanus porrigens (Pers.) Singer[1],[2]
- Phyllotus porrigens (Pers.) P. Karst.[1],[2]
- Pleurotellus porrigens (Pers.) Kühner & Romagn.[1]
- Pleurotus albolanatus Peck[1],[2]
- Pleurotus porrigens (Pers.) P. Kumm.[1],[2]

Pleurocybella porrigens, le Pleurote en oreille, est une espèce de champignons basidiomycètes de la famille des Marasmiaceae.

## Dénomination
Pleurocybella porrigens est souvent désigné sous le nom vernaculaire de Pleurote en oreille et Pleurote étalé. Il est également appelé Pleurote du Cryptomeria, en référence au nom japonais de ce champignon. En effet, on le retrouve également sous l’appellation japonaise Sugihirataké (parfois orthographié Sugi hira také, Sugihira také ou Sugihiratake), qui peut se traduire par Pleurote du Sugi (un Cryptomeria).

## Description
Le sporophore de ce champignon est de couleur blanche ou crème et prend une forme étalée, souvent semblable à une oreille. Le stipe de ce pleurote est glabre et pratiquement inexistant. Ses lamelles sont dirigés vers un point d'attache et arbore également une couleur allant du blanc au crème.
Le pleurote en oreille peut dégager une odeur d'amande amère.

## Habitat et répartition
Ce pleurote est à champignon grégaire. Ainsi, à l'instar d'autre pleurotes comme le pleurotes en huître, il se développe par groupe sur le tronc de conifère. On le retrouve en notamment sur Cryptomeria japonica, dont il tire son nom japonais.
Il a pour aire de répartition le Japon, l'Amérique du Nord et l'Europe.

## Toxicité
Pendant un temps mal connu, le pleurote en oreille était auparavant considéré comme comestible.
Il est cependant actuellement établit qu'il s'agit d'un champignon toxique. Plusieurs cas d'intoxication ont été répertorié à ce jour.
Au Japon, en 2004, la consommation de champignon a occasionné une épidémie d'encéphalopathie, mortelle dans 30 % des cas. Les symptômes de l'intoxication apparaissent au bout de 2 à 3 semaines une fois le champignon consommé. Le patient peut alors présenter une fatigue musculaire, des difficultés a parler, des tremblements et plonger dans le coma.

## Espèces proches et confusions
Le pleurote en oreille peut parfois être pris pour un pleurote en huître (Pleurotus ostreatus). Ce dernier étant un bon comestible, cette confusion peut être à l'origine d'intoxication. Il est cependant possible de distinguer par leur couleur, le premier étant blanc et l'autre davantage grisé. Il est impératif de faire vérifier sa cueillette par des professionnels qualifiés afin d'éviter une erreur.

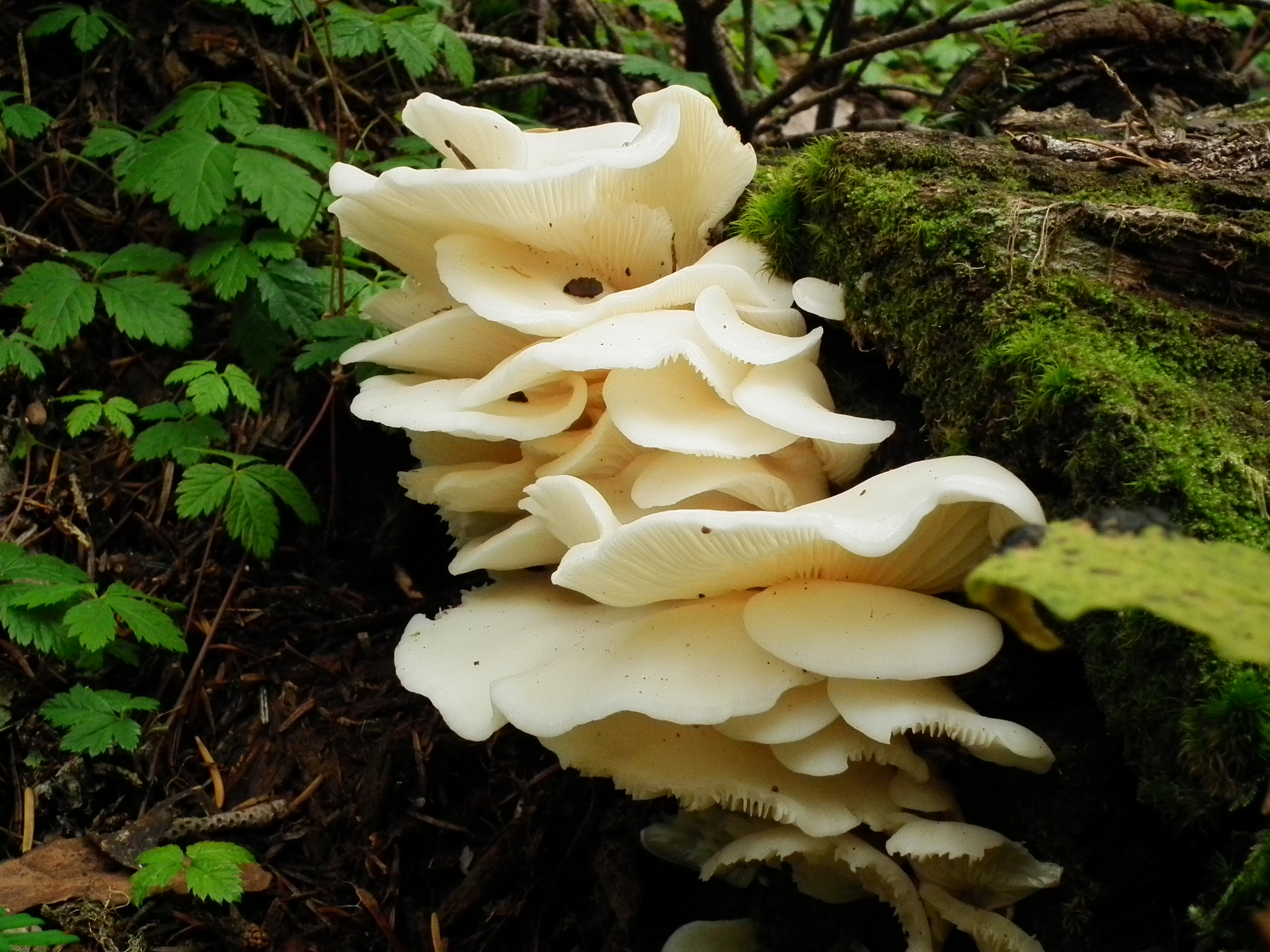
Pleurotes en oreille
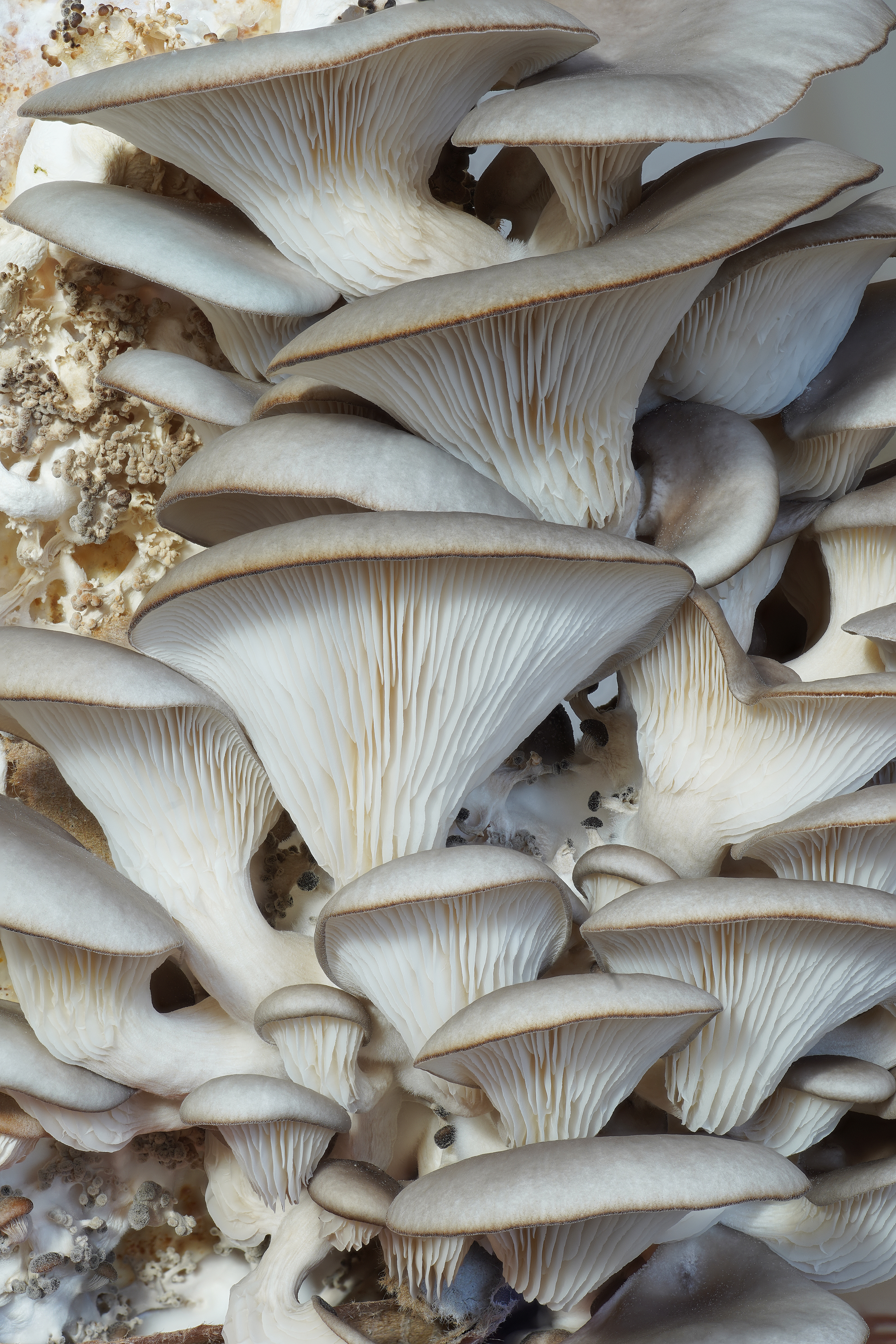
Pleurotes en huître